# Buksbom-familien
Buksbom-familien (Buxaceae) er en plantefamilie. Arterne i denne familie er som regel særbo. De har modsatte blade og ret små blomster. Frugterne indeholder kun få frø. Familien har kun nogle få slægter, og her beskrives kun de tre, som er repræsenteret ved arter, der dyrkes i Danmark.
| Slægter |

- Buksbom-slægten (Buxus)
- Kødbær (Sarcococca)
- Notobuxus
- Styloceras
- Vinterglans-slægten (Pachysandra)